# Eumenes (geslacht)
Eumenes is een geslacht uit de onderfamilie van de leemwespen (Eumeninae) binnen de familie van de plooivleugelwespen (Vespidae). De typesoort van het geslacht is Vespa coarctata Linnaeus, 1758.

## Soorten
Onvolledige lijst van soorten
- Eumenes achterbergi Giordani Soika, 1992
- Eumenes aemilianus Guiglia, 1951
- Eumenes apicalis Macleay, 1826
- Eumenes arcuata
- Eumenes aureus Isely, 1917
- Eumenes batantanensis
- Eumenes bipartita Fox
- Eumenes blandus sumbanus Giordani Soika, 1992
- Eumenes bollii Cresson, 1872
- Eumenes caffer
- Eumenes coarctatus (Linnaeus, 1758)
- Eumenes colona
- Eumenes confusus Bequaert & Salt
- Eumenes coronatus (Panzer, 1799)
- Eumenes crucifera Provancher, 1888
- Eumenes cyrenaicus Bluethgen, 1938
  - Eumenes cyrenaicus pseudogermanicus Blüthgen
- Eumenes decoratus Smith
- Eumenes dubius Saussure, 1852
  - Eumenes dubius dubius Saussure
- Eumenes fraterculus Dalla Torre, 1894
- Eumenes fraternus Say, 1824
- Eumenes germaini Lucas
- Eumenes inconspicuus Smith, 1858
- Eumenes insolatus Muller, 1923
- Eumenes iturbide Sausure, 1957
- Eumenes japonicus Saussure
- Eumenes koriensis Giordani Soika, 1992
- Eumenes maxillosus
- Eumenes mediterraneus Kriechbaumer, 1879
- Eumenes mendozana Schrottky
- Eumenes micado Cameron, 1904
- Eumenes modestus Gusenleitner, 2006
- Eumenes novarae Saussure
- Eumenes papillarius (Christ, 1791)
- Eumenes pedunculatus (Panzer, 1799)
- Eumenes piriformis de Saussure, 1862
- Eumenes pius Giordani Soika, 1986
  - Eumenes pius pius Giordani Soika, 1986
  - Eumenes pius nigrorufus Giordani Soika, 1992
- Eumenes pomiformis (Fabricius, 1781)
- Eumenes punctaticlypeus Giordani Soika, 1943
- Eumenes punctatus Saussure, 1852[1]
- Eumenes rubrofemoratus Giordani Soika, 1941
- Eumenes rubronotatus Perez, 1905
- Eumenes samuray Schulthess-Rechberg, 1908
- Eumenes sardous Guiglia, 1951
- Eumenes sareptanus Andre, 1884
  - Eumenes sareptanus insolatus Müller
- Eumenes sculleni Bohart, 1950
- Eumenes simplicilamellatus Giordani Soika, 1935
- Eumenes smithii de Saussure, 1852
- Eumenes subpomiformis Bluthgen, 1938
- Eumenes truncatus
- Eumenes unguiculus
- Eumenes verticalis Say, 1824